# Fanny Friedman
Fanny Friedman (đôi khi có tên gọi khác là Fannie Friedman, tên khai sinh là Frances Friedman, sinh ngày 21 tháng 6 năm 1926) là một bác sĩ, chính trị gia giữ nhiều chức vụ quan trọng ở Swaziland. Bà đồng thời là nữ bộ trưởng và thượng nghị sĩ đầu tiên ở Swaziland từ 1987 đến 1993.

## Tiểu sử
Fanny Friedman sinh ngày 21 tháng 6 năm 1926.
Bà vừa làm bác sĩ ở một số bệnh viện ở Swaziland, vừa tham gia vào các công việc chính trị tại một số tổ chức phi chính phủ. Bà là một người ủng hộ cho việc tăng cường chăm sóc sức khỏe bà mẹ ở Swaziland. Năm 1994, bà đã viết lời tựa cho cuốn sách "Những vấn đề đương đại trong chăm sóc sức khỏe bà mẹ ở châu Phi".
Bà là thành viên của cơ quan quản lý Tổ chức Y tế Thế giới (WHO) và ủy ban khu vực của Hội đồng Y tế Thế giới.
Bà là thành viên của Nghị viện từ 1983 đến 1987 và là thượng nghị sĩ từ 1987 đến 1997. Vào tháng 11 năm 1987, bà là người phụ nữ đầu tiên trong lịch sử của đất nước mình giữ chức bộ trưởng sau khi bà được bổ nhiệm làm người đứng đầu Bộ Y tế. Bà từ chức vào năm 1993.
Friedman là nữ bác sĩ Swazi đầu tiên cũng như nữ bộ trưởng nội các đầu tiên trong lịch sử nước cô.